# Sardis (Tennessee)
Sardis es un pueblo ubicado en el condado de Henderson en el estado estadounidense de Tennessee. En el Censo de 2010 tenía una población de 381 habitantes y una densidad poblacional de 61,29 personas por km².

## Geografía
Sardis se encuentra ubicado en las coordenadas 35°26′34″N 88°17′31″O / 35.44278, -88.29194. Según la Oficina del Censo de los Estados Unidos, Sardis tiene una superficie total de 6.22 km², de la cual 6.22 km² corresponden a tierra firme y (0%) 0 km² es agua.

## Demografía
Según el censo de 2010, había 381 personas residiendo en Sardis. La densidad de población era de 61,29 hab./km². De los 381 habitantes, Sardis estaba compuesto por el 95.28% blancos, el 0.26% eran afroamericanos, el 0% eran amerindios, el 0.52% eran asiáticos, el 0% eran isleños del Pacífico, el 2.36% eran de otras razas y el 1.57% pertenecían a dos o más razas. Del total de la población el 5.51% eran hispanos o latinos de cualquier raza.